# اودی ماسکران اوریا
اودی ماسکران اوریا (اسپانیایی: Hodei Mazquiarán Uría‎؛ زادهٔ ۱۶ دسامبر ۱۹۸۸) دوچرخه‌سوار اهل اسپانیا است. وی در بازی‌های المپیک تابستانی ۲۰۱۲ شرکت کرده است.